# Секреторные нейроны
Секреторные нейроны — клетки мозга, специализированные на функции синтеза и секреции биологически активных веществ, например, клетки нейросекреторных ядер гипоталамуса.
Секреторные нейроны имеют крупные размеры, базофильные глыбки располагаются по периферии тела клеток, в цитоплазме и в аксонах находятся гранулы нейросекрета, содержащие белки, липиды или полисахариды.
Нейросекреты по аксонам поступают в кровь через аксовазальные синапсы или ликвор и выполняют роль нейрорегуляторов, обеспечивая интеграцию нервной и гуморальной систем.